# 柳澤
柳泽（?—?），唐朝蒲州解县人，出身河东柳氏。曾祖柳亨，祖父柳子阳，父亲柳诫言，兄长柳涣。
柳泽耿介不苟言笑，风度方正严肃。唐睿宗景云年间，为右率府铠曹参军，四年没有调任。之前唐中宗时，长宁公主、宜城公主、定安公主及韦皇后的妹妹、上官昭容与其母郑氏、尚宫柴氏、陇西夫人赵氏及联姻的数十个家族，都能下达墨敕授予官职，号为斜封官。姚元之、宋璟辅政知政事，奏请停罢中宗朝斜封官数千员。姚元之被罢免后，太平公主奏请恢复这些斜封官的旧职。柳泽诣阙上疏劝谏，疏入禁中，没有答复。柳泽入调，会有诏选者得言事。柳泽后来参选，有敕令选人上书陈事，柳泽于是应诏上书。睿宗看到后称赞，令中书省重新详议，擢升柳泽为监察御史。
唐玄宗开元年间，转任殿中侍御史，监岭南选。当时市舶使、右威卫中郎将周庆立造奇器进献皇帝，柳泽上书弹劾周庆立，玄宗称赞柳泽。柳泽官至太子右庶子。外任郑州刺史，没有就任，病卒，赠兵部侍郎。

## 延伸阅读
[在维基数据编辑]
 在维基文库阅读此作者作品
 《新唐書·卷112》，出自《新唐書》